# Level-5
Pour les articles homonymes, voir Level 5.
Level-5 est une société japonaise de développement et d'édition de jeu vidéo, basée à Fukuoka.

## Histoire
Fondée en octobre 1998 par Akihiro Hino qui a fait ses premières armes en travaillant chez Riverhillsoft, la compagnie est apparue en développant Dark Cloud sur PlayStation 2. Spécialiste du jeu vidéo de rôle, Level-5 a acquis une reconnaissance importante en se faisant confier par Square-Enix le développement de plusieurs opus de la franchise Dragon Quest, une série extrêmement populaire au Japon. Avec la sortie de Professeur Layton et l'Étrange Village en 2007 au Japon, la société passe du statut de développeur à éditeur et continue par la suite à privilégier la production de séries originales sans passer par d'autres éditeurs.
Avec les succès de Professeur Layton et Inazuma Eleven, Level-5 devient l'un des plus importants éditeurs de jeux vidéo au Japon malgré son jeune âge et continue à grossir progressivement, en créant un studio de développement basé à Tokyo en 2010, en ouvrant, dans le but d'éditer directement ses propres jeux en dehors du Japon, une filiale américaine en 2011, et en lançant en octobre de la même année son propre salon de jeu vidéo ouvert au public.
La société est également habituée à s'associer avec de grands noms japonais, comme l'illustrateur Susumu Matsushita (qui dessine régulièrement les couvertures du magazine Famitsu), le compositeur Nobuo Uematsu, le dessinateur Yoshitaka Amano, Studio Ghibli ou encore le compositeur Joe Hisaishi. Level 5 a également débauché quelques personnalités importantes de l'industrie japonaise du jeu vidéo, comme les créateurs Jiro Ishî (notamment célèbre pour avoir écrit le scénario de 428: Fūsa Sareta Shibuya de) ou Yasumi Matsuno.

## Histoire du logo[1]
Le logo de l'entreprise est un carré aux bords arrondis de couleur grise. Le "V" au centre du logo représente un "5", pour se référer au nom de l'entreprise (LEVEL-5). Il fait aussi référence au mot "Vision", car l'entreprise à une vision futuriste du jeu vidéo. Et enfin, le "V" fait référence au mot "Victoire". Avec un design qui met l'accent sur la lumière et les nuances, il met en avant le fait que l'entreprise a une existence qui émet de la lumière, qui transmet et développe des produits et des services.

## Liste des jeux

### Jeux développés
| Titre                                                                              | Support                                                                              | Date de sortie au Japon | Date de sortie en Amérique du Nord | Date de sortie en Europe |
| ---------------------------------------------------------------------------------- | ------------------------------------------------------------------------------------ | ----------------------- | ---------------------------------- | ------------------------ |
| Dark Cloud                                                                         | PlayStation 2                                                                        | 14 décembre 2000        | 29 mai 2001                        | 20 septembre 2001        |
| Dark Chronicle                                                                     | PlayStation 2                                                                        | 28 novembre 2002        | 17 février 2003                    | 10 septembre 2003        |
| Dragon Quest VIII : L'odyssée du Roi Maudit                                        | PlayStation 2                                                                        | 27 novembre 2004        | 15 novembre 2005                   | 13 avril 2006            |
| Rogue Galaxy                                                                       | PlayStation 2                                                                        | 8 décembre 2005         | 30 janvier 2007                    | 5 septembre 2007         |
| Jeanne d'Arc                                                                       | PlayStation Portable                                                                 | 22 novembre 2006        | 21 août 2007                       | NC                       |
| Professeur Layton et l'Étrange Village                                             | Nintendo DS                                                                          | 15 février 2007         | 10 février 2008                    | 7 novembre 2008          |
| Professeur Layton et la Boîte de Pandore                                           | Nintendo DS                                                                          | 29 novembre 2007        | 24 août 2009                       | 25 septembre 2009        |
| Rogue Galaxy: Director's Cut                                                       | PlayStation 2                                                                        | 21 mars 2007            | NC                                 | NC                       |
| Inazuma Eleven                                                                     | Nintendo DS                                                                          | 22 août 2008            | 26 août 2011                       | 28 janvier 2011          |
| Inazuma Eleven                                                                     | Nintendo 3DS                                                                         | NC                      | 13 février 2014                    | 13 février 2014          |
| Professeur Layton et le Destin perdu                                               | Nintendo DS                                                                          | 27 novembre 2008        | 22 septembre 2010                  | 22 octobre 2010          |
| White Knight Chronicles                                                            | PlayStation 3                                                                        | 25 décembre 2008        | 2 février 2010                     | 26 février 2010          |
| Sloan to Michael: Nazo no Monogatari                                               | Nintendo DS                                                                          | 21 mai 2009             | NC                                 | NC                       |
| Tago Akira no Atama no Taisou Dai 1 Shuu                                           | Nintendo DS                                                                          | 18 juin 2009            | NC                                 | NC                       |
| Dragon Quest IX : Les Sentinelles du firmament                                     | Nintendo DS                                                                          | 11 juillet 2009         | 12 juillet 2010                    | 23 juillet 2010          |
| Tago Akira no Atama no Taisou Dai 2 Shuu: Ginga Nazotoki Adventure                 | Nintendo DS                                                                          | 3 septembre 2009        | NC                                 | NC                       |
| Sloan to Michael: Nazo no Monogatari 2                                             | Nintendo DS                                                                          | 3 septembre 2009        | NC                                 | NC                       |
| Inazuma Eleven 2 : Tempête de Feu / Tempête de Glace                               | Nintendo DS                                                                          | 1er octobre 2009        | NC                                 | 16 mars 2012             |
| Tago Akira no Atama no Taisou Dai 3 Shuu: Fushigi no Kuni no Naz                   | Nintendo DS                                                                          | 8 octobre 2009          | NC                                 | NC                       |
| Tago Akira no Atama no Taisou Dai 4 Shuu: Time Machine no Nazotoki Daibouken       | Nintendo DS                                                                          | 8 octobre 2009          | NC                                 | NC                       |
| White Knight Chronicles EX Edition                                                 | PlayStation 3                                                                        | 8 octobre 2009          | NC                                 | NC                       |
| Professeur Layton et l'Appel du Spectre                                            | Nintendo DS                                                                          | 26 novembre 2009        | 17 octobre 2011                    | 25 novembre 2011         |
| Inazuma Eleven 3 : Feu Explosif / Foudre Céleste                                   | Nintendo DS                                                                          | 1er juillet 2010        | NC                                 | NC                       |
| Inazuma Eleven 3 : Feu Explosif / Foudre Céleste                                   | Nintendo 3DS                                                                         | NC                      | NC                                 | 27 septembre 2013        |
| White Knight Chronicles 2                                                          | PlayStation 3                                                                        | 8 juillet 2010          | 2 août 2011                        | 8 juin 2010              |
| Ni no kuni: Shikkoku no madoshi                                                    | Nintendo DS                                                                          | 9 décembre 2010         | NC                                 | NC                       |
| Ni no kuni: Hotroit Stories                                                        | iOS, Andoid                                                                          | 9 décembre 2010         | NC                                 | NC                       |
| Inazuma Eleven 3 : Les Ogres Attaquent                                             | Nintendo DS                                                                          | 16 décembre 2010        | NC                                 | NC                       |
| Inazuma Eleven 3 : Les Ogres Attaquent                                             | Nintendo 3DS                                                                         | NC                      | NC                                 | 14 février 2014          |
| Professeur Layton et le Masque des miracles                                        | Nintendo 3DS                                                                         | 26 février 2011         | 28 octobre 2012                    | 26 octobre 2012          |
| White Knight Chronicles: Origins                                                   | PlayStation Portable                                                                 | 8 juin 2011             | NC                                 | 3 février 2011           |
| Danball Senki                                                                      | PlayStation Portable                                                                 | 16 juin 2011            | NC                                 | NC                       |
| Inazuma Eleven Strikers                                                            | Wii                                                                                  | 7 juillet 2011          | NC                                 | 28 septembre 2012        |
| Ni no kuni : La Vengeance de la sorcière céleste                                   | PlayStation 3                                                                        | 17 novembre 2011        | 22 janvier 2013                    | 1er février 2013         |
| Ni no kuni : La Vengeance de la sorcière céleste                                   | Nintendo Switch                                                                      | 20 septembre 2019       | 20 septembre 2019                  | 20 septembre 2019        |
| Danball Senki Boost                                                                | PlayStation Portable                                                                 | 23 novembre 2011        | NC                                 | NC                       |
| Inazuma Eleven GO                                                                  | Nintendo 3DS                                                                         | 15 décembre 2011        | NC                                 | 13 juin 2014             |
| Inazuma Eleven Strikers 2012 Xtreme                                                | Wii                                                                                  | 22 décembre 2011        | NC                                 | NC                       |
| Girls RPG: Cinderelife                                                             | Nintendo 3DS                                                                         | 8 mars 2012             | NC                                 | NC                       |
| Guild01                                                                            | Nintendo 3DS                                                                         | 31 mai 2012             | NC                                 | NC                       |
| Danball Senki Baku Boost Little Battlers eXperience                                | Nintendo 3DS                                                                         | 5 juillet 2012          | 21 août 2015                       | 4 septembre 2015         |
| Time Travelers                                                                     | Nintendo 3DS, PlayStation Portable et PlayStation Vita                               | 12 juillet 2012         | NC                                 | NC                       |
| Mobile Suit Gundam AGE: Cosmic Drive / Universe Accel                              | PlayStation Portable                                                                 | 30 août 2012            | NC                                 | NC                       |
| Layton Brothers: Mystery Room                                                      | iOS et Android                                                                       | 21 septembre 2012       | 27 juin 2013                       | 27 juin 2013             |
| Danball Senki W                                                                    | PlayStation Portable et PlayStation Vita                                             | 18 octobre 2012         | NC                                 | NC                       |
| Liberation Maiden                                                                  | Nintendo 3DS                                                                         | 14 novembre 2012        | 25 octobre 2012                    | 4 octobre 2012           |
| Weapon Shop de Omasse                                                              | Nintendo 3DS                                                                         | 21 novembre 2012        | 20 février 2014                    |                          |
| Crimson Shroud                                                                     | Nintendo 3DS                                                                         | 28 novembre 2012        | 13 décembre 2012                   | 13 novembre 2012         |
| Inazuma Eleven 1,2,3!! Legend of Endo Mamoru                                       | Nintendo 3DS                                                                         | 27 décembre 2012        | NC                                 | NC                       |
| Professeur Layton vs. Phoenix Wright: Ace Attorney                                 | Nintendo 3DS                                                                         | 29 novembre 2012        | 29 août 2014                       | 28 mars 2014             |
| Aero Porter                                                                        | Nintendo 3DS                                                                         | 5 décembre 2012         | 29 novembre 2012                   | 29 novembre 2012         |
| Inazuma Eleven GO 2: Chrono Stones Brasier / Tonnerre                              | Nintendo 3DS                                                                         | 13 décembre 2012        | NC                                 | 27 mars 2015             |
| Inazuma Eleven GO Strikers 2013                                                    | Wii                                                                                  | 20 décembre 2012        | NC                                 | NC                       |
| Fantasy Life                                                                       | Nintendo 3DS                                                                         | 27 décembre 2012        | 24 octobre 2014                    | 26 septembre 2014        |
| Professeur Layton et l'Héritage des Aslantes                                       | Nintendo 3DS                                                                         | 28 février 2013         | 28 février 2014                    | 8 novembre 2013          |
| Guild02                                                                            | Nintendo 3DS                                                                         | 13 mars 2013            | NC                                 | NC                       |
| Attack of the Friday Monsters!                                                     | Nintendo 3DS                                                                         | 13 mars 2013            | 18 juillet 2013                    | 18 juillet 2013          |
| Bugs vs. Tanks                                                                     | Nintendo 3DS                                                                         | 19 mars 2013            | 20 juin 2013                       | 20 juin 2013             |
| The Starship Damrey                                                                | Nintendo 3DS                                                                         | 27 mars 2013            | 16 mai 2013                        | 16 mai 2013              |
| Danball Senki W Super Custom                                                       | Nintendo 3DS                                                                         | 27 juin 2013            | NC                                 | NC                       |
| Yo-kai Watch                                                                       | Nintendo 3DS                                                                         | 11 juillet 2013         | 6 novembre 2015                    | 29 avril 2016            |
| Fantasy Life: Link!                                                                | Nintendo 3DS                                                                         | 25 juillet 2013         | NC                                 | NC                       |
| Danball Senki Wars                                                                 | Nintendo 3DS                                                                         | 31 octobre 2013         | NC                                 | NC                       |
| Inazuma Eleven GO 3: Galaxy Big Bang / Supernova                                   | Nintendo 3DS                                                                         | 5 décembre 2013         | NC                                 | NC                       |
| Yo-kai Watch 2: Esprits farceurs / Fantômes bouffis                                | Nintendo 3DS                                                                         | 10 juillet 2014         | 30 septembre 2016                  | 7 avril 2017             |
| Yo-kai Watch 2: Spectres psychiques                                                | Nintendo 3DS                                                                         | 13 décembre 2014        | 29 septembre 2017                  | 29 septembre 2017        |
| Yo-kai Watch Busters/Blasters                                                      | Nintendo 3DS                                                                         | 11 juillet 2015         | 7 septembre 2018                   | 7 septembre 2018         |
| Yo-kai Watch Dance: Just Dance Special Version                                     | Wii U                                                                                | 5 décembre 2015         | NC                                 | NC                       |
| Yo-kai Watch 3: Sushi/Tempura                                                      | Nintendo 3DS                                                                         | 16 juillet 2016         | NC                                 | NC                       |
| Yo-kai Watch 3: Sukiyaki/International                                             | Nintendo 3DS                                                                         | 15 décembre 2016        | NC                                 | NC                       |
| L'Aventure Layton : Katrielle et la Conspiration des millionnaires                 | iOS, Android                                                                         | 20 juillet 2017         | 20 juillet 2017                    | 20 juillet 2017          |
| L'Aventure Layton : Katrielle et la Conspiration des millionnaires                 | Nintendo 3DS                                                                         | 20 juillet 2017         | 6 octobre 2017                     | 6 octobre 2017           |
| The Snack World: Trejarers                                                         | Nintendo 3DS                                                                         | 10 août 2017            | NC                                 | NC                       |
| Yo-kai Watch Busters 2                                                             | Nintendo 3DS                                                                         | 16 décembre 2017        | NC                                 | NC                       |
| Ni no kuni II : L'Avènement d'un nouveau royaume                                   | PlayStation 4, Microsoft Windows                                                     | 23 mars 2018            | 23 mars 2018                       | 23 mars 2018             |
| The Snack World: Trejarers Gold                                                    | Nintendo Switch                                                                      | 12 avril 2018           | 14 février 2020                    | 14 février 2020          |
| Professeur Layton et l'Étrange Village HD                                          | Android, iOS                                                                         | juin 2018               | 25 septembre 2018                  | 25 septembre 2018        |
| Fantasy Life Online                                                                | iOS, Android                                                                         | 23 juillet 2018         | NC                                 | NC                       |
| L'Aventure Layton: Katrielle et la Conspiration des millionnaires – Édition Deluxe | Nintendo Switch                                                                      | 9 aout 2018             | 8 novembre 2019                    | 8 novembre 2019          |
| Yo-kai Watch 3 (version internationale)                                            | Nintendo 3DS                                                                         |                         | 8 février 2019                     | 7 décembre 2018          |
| Professeur Layton et la Boîte de Pandore HD                                        | Android, iOS                                                                         | février 2019            | 20 juin 2019                       | 20 juin 2019             |
| Yo-kai Watch 4                                                                     | Nintendo Switch, PlayStation 4                                                       | 20 juin 2019            | NC                                 | NC                       |
| Ni No Kuni : La Vengeance de la sorcière céleste Remastered                        | PlayStation 4, Microsoft Windows                                                     | 20 septembre 2019       | 20 septembre 2019                  | 20 septembre 2019        |
| Yo-Kai Watch 1 for Nintendo Switch                                                 | Nintendo Switch                                                                      | 10 octobre 2019         | NC                                 | NC                       |
| Yo-kai Watch 4 ++                                                                  | Nintendo Switch, PlayStation 4                                                       | 5 décembre 2019         | NC                                 | NC                       |
| Inazuma Eleven SD                                                                  | iOS, Android                                                                         | 3 janvier 2020          | NC                                 | NC                       |
| Professeur Layton et le Destin perdu HD                                            | Android, iOS                                                                         | juillet 2020            | 13 juillet 2020                    | 13 juillet 2020          |
| Y School Heroes: Bustlin' School life                                              | Nintendo Switch, PlayStation 4                                                       | 2020                    | NC                                 | NC                       |
| Katrielle et la conspiration des millionnaires – Édition Deluxe +                  | Nintendo Switch                                                                      | 7 juillet 2021          | NC                                 | NC                       |
| Yo-kai Watch 1 for Smartphone                                                      | Android, iOS                                                                         | 12 juillet 2021         | NC                                 | NC                       |
| Megaton Musashi                                                                    | Nintendo Switch, PlayStation 4, iOS, Android                                         | 11 novembre 2021        | NC                                 | NC                       |
| Megaton Musashi X                                                                  | Nintendo Switch, PlayStation 4, PlayStation 5                                        | 15 décembre 2022        | NC                                 | NC                       |
| Megaton Musashi W: Wired                                                           | Nintendo Switch, PlayStation 4, PlayStation 5, Steam                                 | 25 avril 2024           | 25 avril 2024                      | 25 avril 2024            |
| Fantasy Life i : La Voleuse de temps                                               | Nintendo Switch, PlayStation 4, PlayStation 5, Xbox Series, Steam                    | 21 mai 2025             | 21 mai 2025                        | 21 mai 2025              |
| Inazuma Eleven: Victory Road                                                       | Nintendo Switch, Nintendo Switch 2, PlayStation 4, PlayStation 5, Xbox Series, Steam | 13 novembre 2025        | 13 novembre 2025                   | 13 novembre 2025         |
| Professeur Layton et le Nouveau Monde à vapeur                                     | Nintendo Switch, Nintendo Switch 2                                                   | 2025                    | 2025                               | 2025                     |
| DecaPolice                                                                         | Nintendo Switch, PlayStation 4, PlayStation 5                                        | 2026                    | 2026                               | 2026                     |
| Inazuma Eleven RE                                                                  | Nintendo Switch, PlayStation 4, PlayStation 5, Steam                                 | 2026                    | 2026                               | 2026                     |
| Holy Horror Mansion                                                                | Plateforme inconnue                                                                  | inconnu                 | inconnu                            | inconnu                  |

### Jeux annulés
| Titre                    | Support              | Année de l'annonce |
| ------------------------ | -------------------- | ------------------ |
| True Fantasy Live Online | Xbox                 | 2003               |
| Ushiro                   | PlayStation Portable | 2008               |
| Inazuma Eleven Future    | Android              | 2010               |

## VTubers
Level-5 ont deux VTuber : Dennouji Leto, qui a fait ses débuts le 25 avril 2019 et qui prévoyait d'être actif en tant que VTuber de support e-sports, et Hoshiko qui s'est lancé le 25 septembre 2019. C'est une chaîne consacrée aux jeux vidéo, postant des vidéos et faisant des lives essentiellement sur les jeux de LEVEL-5. Aucun des deux VTubers n'est actif aujourd'hui.
| Dennouji Leto      | Dennouji Leto                        | Hoshiko            | Hoshiko                                  |
| ------------------ | ------------------------------------ | ------------------ | ---------------------------------------- |
| Période d'activité | Du 25 avril 2019 au 15 novembre 2019 | Période d'activité | Du 25 septembre 2019 au 15 novembre 2021 |
| Vues totales       | 338 381 (18 juin 2023)               | Vues totales       | 147 665 (18 juin 2023)                   |
| Abonnés            | 3,35k (18 juin 2023)                 | Abonnés            | 663 (18 juin 2023)                       |